# Boiga siamensis
Espèce
Synonymes
- Boiga ocellata Kroon, 1973

Boiga siamensis ou serpent chat du Siam est une espèce de serpents de la famille des Colubridae.
On l'appelle en Thaïlande งูแส้หางม้าเทา (ngu sae hang ma thao).
C'est une couleuvre venimeuse mais elle est considérée comme pas dangereuse pour l'homme (aucun cas de décès n'a été enregistré).

## Répartition
Cette espèce se rencontre au Bangladesh, en Birmanie, au Cambodge, en Inde (dans les États d'Arunachal Pradesh, d'Assam, du Bengale-Occidental, du Nagaland et du Sikkim), dans le nord et l'ouest de la Malaisie, en Thaïlande et au Viêt Nam.

## Habitat
Le serpent chat du Siam vit dans les forêts tropicales de plaines et de collines jusqu'à 1700 mètres d'altitude. Il vit dans les arbres et peut se trouver au bord de l'eau.

## Description
Cette couleuvre mesure jusqu'à environ 2 m.

## Nutrition
Ce serpent se nourrit d'oiseaux et d’œufs.

## Reproduction
C'est un serpent ovipare qui pond de 6 à 12 œufs.

## Étymologie
Son nom d'espèce, composé de siam et du suffixe latin -ensis, « qui vit dans, qui habite », lui a été donné en référence au lieu de sa découverte, le Siam, l'ancien nom de la Thaïlande.

## Publications originales
- Kroon, 1973 : A new colubrid snake (Boiga) from Southeastern Asia. Copeia, vol. 1973, no 3, p. 580-586.
- Nutaphand, 1971 : Poisonous Snakes of Thailand. Thai Zoological Centre, p. 1-68.